# Cantó de Pesmes
El cantó de Pesmes és un cantó francès del departament de l'Alt Saona, situat al districte de Vesoul. Té 18 municipis i el cap és Pesmes.

## Municipis
- Arsans
- Bard-lès-Pesmes
- Bresilley
- Broye-Aubigney-Montseugny
- Chancey
- Chaumercenne
- Chevigney
- La Grande-Résie
- Lieucourt
- Malans
- Montagney
- Motey-Besuche
- Pesmes
- La Résie-Saint-Martin
- Sauvigney-lès-Pesmes
- Vadans
- Valay
- Venère

## Història
| Data d'elecció                           | Identitat       | Partit                              | Qualitat |
| ---------------------------------------- | --------------- | ----------------------------------- | -------- |
| 1945-1951                                | Dr. Girardot    | Divers droite                       |          |
| 1951-19..                                | M. Charpillet   | RGR                                 |          |
| 19..-1976                                | M. Lisberney    | Divers droite                       |          |
| 1976-2001                                | Bernard Joly    | Divers droite, després UDF-radicals |          |
| 2001-2008                                | Jean Migeon     | RPR                                 |          |
| 2008-                                    | Jean-Claude Gay | MoDem                               |          |
| les dades anteriors no són pas conegudes |                 |                                     |          |
|                                          |                 |                                     |          |

## Demografia
| A partir de 1990: Població sense dobles comptes |